# Виселицца
«Виселицца» — дебютный студийный альбом белорусского музыкального проекта ЛСП, выпущенный 24 мая 2014 года.

## Предпосылки и продвижение
4 февраля ЛСП выпускает песню «За бортом», 14 марта — «Лучше, чем интернет». 13 апреля выходит совместная композиция ЛСП и Yung Trappa «МЛД» («Малышка любит дилера»). 23 мая выходят сразу две песни: «Метеоритный дождь», а также ремикс на «МЛД» — сольная версия ЛСП. Как Олег позже объяснял, он видел недостаток цельности и логики в песне, который следовало устранить.

## Релиз
24 мая 2014 состоялся релиз альбома ЛСП «Виселицца». Название работы было вдохновлено песней группы «Химера».

## Приём критиков
The Flow внёс «Виселиццу» как в тройку лучших русскоязычных альбомов за 2014 год, так и в список 20 лучших записей за 2010-е годы. Также The Flow отдельно включил в список 50 лучших русскоязычных записей за весь 2014-й песню «МЛД».
На «Виселицце» всего 8 песен. Хронометраж: чуть меньше получаса. Но эти 25 минут будут насыщенней любой серии «Фарго». Олег — лучший сторителлер, который появлялся в нашем хип-хопе за последнее время. Мы ведь к чему привыкли? Что рэп чаще всего строится вокруг фигуры рассказчика, а тут — ну целые истории, персонажи, повести. В его песнях есть герои.Андрей Недашковский, The Flow
«Сейчас ЛСП первым приходит в голову, когда начинают говорить о том, кого в хип-хопе будут слушать, смотреть и обсуждать больше других в будущем, — пишет Николай Редькин в обзоре „Афиши“. — Песни пробирают до мурашек — так что есть уверенность, что у него все получится».

## Список композиций
| №                   | Название             | Автор(ы)            | Продюсер(ы)         | Длительность |
| ------------------- | -------------------- | ------------------- | ------------------- | ------------ |
| 1.                  | «Метеоритный дождь»  | Олег Савченко       | Рома Англичанин ЛСП | 2:55         |
| 2.                  | «МЛД»                | Савченко            | Рома Англичанин ЛСП | 3:05         |
| 3.                  | «Сучка»              | Савченко            | Рома Англичанин ЛСП | 3:12         |
| 4.                  | «Винегрет»           | Савченко            | Рома Англичанин ЛСП | 3:12         |
| 5.                  | «Вверх-вниз»         | Савченко            | Рома Англичанин ЛСП | 3:25         |
| 6.                  | «Не нужна»           | Савченко            | Рома Англичанин ЛСП | 2:45         |
| 7.                  | «Лучше чем интернет» | Савченко            | Рома Англичанин ЛСП | 2:59         |
| 8.                  | «За бортом»          | Савченко            | Рома Англичанин ЛСП | 3:35         |
| Общая длительность: | Общая длительность:  | Общая длительность: | Общая длительность: | 25:08        |

## Участники записи
| Текст / вокал: - Олег «ЛСП» Савченко — 1–8 Музыка: - Роман «Англичанин» Сащеко — 1–8 - Олег «ЛСП» Савченко — ко-продакшн | Гитара: - Егор Поддубный — 1 - Роман «Англичанин» Сащеко — 6 Вокал: - Надежда Парунова — 3 Сведение / мастеринг: Роман «Англичанин» Сащеко |